# Momčilo Bajagić-Bajaga
Momčilo Bajagić-Bajaga (Bjelovar, 19. veljače 1960.) je srpski rock pjevač.
Glazbenu karijeru započeo je s 14 godina, 1974., i to kao pjevač u sastavu TNT. Krajem 1978. godine započinje karijeru kao ritam gitarist Riblje čorbe. Za istu je napisao nekoliko hitova.
U Ribljoj čorbi je ostao do do 1984. godine, kada započinje solo karijeru, koja traje i danas.
Prvi samostalni nastup imao je u zagrebačkom klubu Kulušić 12. travnja 1984. godine. 
Od ranih 1980-ih, Bajaga je frontmen sastava Bajaga i instruktori, jednog od komercijalno najuspješnijih srpskih pop-rock sastava svih vremena. Veći dio života proveo je živeći i radeći u Zemunu.

## Diskografija

### Riblja čorba
- 1979. Kost u grlu (PGP RTB)
- 1981. Pokvarena mašta i prljave strasti (PGP RTB)
- 1981. Mrtva priroda (PGP RTB)
- 1982. Buvlja pijaca (PGP RTB)
- 1982. U ime naroda (PGP RTB)
- 1984. Večeras vas zabavljaju muzičari koji piju (Jugoton)

### Bajaga i instruktori
- Pozitivna geografija, 1984.
- Sa druge strane jastuka, 1985.
- Jahači magle, 1986.
- Prodavnica tajni, 1988.
- Neka svemir čuje nemir, 1989. (kompilacija, neke nove pjesme)
- Četiri godišnja doba, 1991.
- Muzika na struju, 1993.
- glazba za film „Ni na nebu, ni na zemlji”, 1994.
- Od bižuterije do ćilibara, 1997.
- Zmaj od noćaja, 2001.
- glazba za film „Profesionalac”, 2003.
- Ruža vetrova Beograda, 2004. (kompilacija, neke nove pjesme)
- Šou počinje u ponoć, 2005.
- Daljina, dim i prašina, 2012.
- Darja (Milos Bikovic i Bajaga) , 2020.

## Vanjske poveznice
- Službena stranica